# Laagconjunctuur
De laagconjunctuur is de neergaande fase in de vrijemarkteconomie van de conjunctuurbeweging. Deze kenmerkt zich door een hoge werkloosheid, een geringe economische bedrijvigheid en een voorzichtige bestedingsneiging onder de consumenten. Het tegenovergestelde is de hoogconjunctuur. In geval van laagconjunctuur is de effectieve vraag kleiner dan de normale bezettingsgraad van de productie. Na een periode van laagconjunctuur volgt altijd weer een hoogconjunctuur
Een langdurige en diepgaande laagconjunctuur wordt een depressie genoemd. Bekende depressies zijn de Amerikaanse financiële crisis Paniek van 1837, de Grote Depressie (1873-1896) ten tijde van de tweede industriële revolutie en de meer bekende Grote Depressie (jaren 1930), tevens de hevigste van de drie.
Volgens de anticyclische theorie van Keynes kan de overheid een laagconjunctuur tegengaan door de belastingen te verlagen of meer te investeren in grote publieke projecten.
De monetaire autoriteiten kunnen door het laag houden van de rente ook bijdragen aan vermindering van de werkloosheid bij laagconjunctuur. Door het laag houden van de rente is het voor de consument niet aantrekkelijk om te sparen, omdat dit simpelweg bijna niets oplevert. De consument gaat nu dus dit geld gebruiken om te consumeren in plaats van te sparen. Leningen zijn overigens wel aantrekkelijker voor de consument omdat ze een lagere interest hoeven te betalen aan de bank/schuldeiser(s) over het geleende bedrag. Dit gaat echter niet op wanneer er tegelijkertijd sprake is van deflatie. De deflatie zorgt ervoor dat geld meer waard wordt en schulden in de loop der tijd daardoor zwaarder gaan wegen. Ondanks de lage rente is het dan toch aantrekkelijk om geld te sparen en niet te lenen.